# Jarzębiec (przystanek kolejowy)
Jarzębiec – przystanek kolejowy w województwie warmińsko-mazurskim, w Polsce.
W roku 2017 przystanek obsługiwał 0–9 pasażerów na dobę.